# Rectoria de Santa Maria
La Rectoria de Santa Maria és un edifici situat al Dalt de la Vila de Badalona, catalogat com a bé cultural d'interès local.

## Història
Va ser construïda el 1685 per a substituir l'antiga rectoria, dita «Casa del Delme», on es recollia aquest impost, que recaptava la Seu de Barcelona, i els porxos d'accés daten del 1780. Fou destruïda el 1936 i reconstruïda entre 1951 i 1953. Del seu contingut abans de la destrucció hi destacaven dues pintures d'Antoni Viladomat.

## Descripció
De planta rectangular, consta de planta baixa, pis i golfes. La porta d'entrada és d'arc de mig punt dovellat i a la clau hi ha una inscripció, malmesa: DOMUS PRAEPOSITA… /…ECCLESIAE / BARNON ET SUMP / TIBUS EIUSDEM / A FUNDAMENTIS / ERECTA ANNO / 1685 i una creu inscrita en un octàgon. L'accés frontal és flanquejat per unes arcades. Al subsòl es troben restes romanes.